# Los Guandos
Los Guandos es una novela de los escritores ecuatorianos Nela Martínez y Joaquín Gallegos Lara, publicada en 1982 por Editorial El Conejo. Gallegos Lara dejó la obra inconclusa luego de escribir los primeros capítulos en 1935 y de enviárselos a Nela Martínez, quien en ese entonces era su esposa. Décadas después de la muerte de Gallegos Lara, Martínez decidió continuar la obra y publicarla.
La trama de la novela narra el peregrinaje de centenares de indígenas explotados por un hombre hacendado en busca de fortuna, quien los obliga a caminar desde Huigra hasta Cuenca llevando sobre los hombros las máquinas para otorgar luz eléctrica a la ciudad. La palabra «guando», que da el título al libro, es un vocablo quichua utilizado para designar al transporte de cargas pesadas sobre los hombros de indígenas.
La edición original de la novela contó con ilustraciones del conocido pintor y muralista ecuatoriano Eduardo Kingman.

## Argumento
Roberto Recalde, hijo de un rico hacendado, llega a Cuenca con la idea de hacer fortuna trayendo las maquinarias necesarias para dar electricidad a la ciudad. Para la tarea decide organizar un guando y emplear a los indígenas de las haciendas, quienes son llevados en base a amenazas. Otros reciben dinero sin saber que días después serían obligados a unirse al viaje, entre los que se encuentra Simón Mayancela, quien sabía las condiciones terribles que se vivían en los guandos.
En una comunidad cercana, Pablo Faicán recibe la notificación de que todos debían abandonar sus casas, pues habían perdido un juicio contra un hacendado de la zona a quien ahora le pertenecía el cerro donde vivían. Los habitantes del pueblo se niegan y muestran un papel firmado por un rey en que se estipulaba que esa tierra les pertenecía, pero el comisario los ignora. Durante la noche sus casas son incendiadas. Pablo envía a los sobrevivientes a Ingapirca y les jura ir hasta Quito para pedirle a Eloy Alfaro que los ayude.
El guando inicia y Roberto Recalde se moviliza con los indígenas para recoger las maquinarias en Huigra, donde además los espera un batallón de soldados como escolta. Los indígenas pasan las noches encerrados bajo llave. Pablo Faicán se une al guando para obtener el dinero suficiente para llegar a Quito, pero luego decide continuar solo. Durante la caminata las condiciones son terribles por el peso de las máquinas, varios caen desmayados y son amarrados a mulas. Simón Mayancela es nombrado ayudante de Recalde y le transmite las quejas del grupo. Un indígena llamado Juan Tacuri muere debido al cansancio y Recalde ordena abandonarlo junto al camino. A la mañana siguiente los indígenas se rebelan contra Recalde por la falta de comida, las condiciones terribles del trabajo y el abandono del cadáver de Juan Tacuri. Los soldados están a punto de dispararles, pero Recalde logra calmar la situación y ordena darle sepultura a Tacuri. El resto del viaje avanza sin mayores contratiempos.
Al llegar a Cuenca, Recalde es recibido como un héroe. Las calles se llenan de personas y el gobernador lo recibe para felicitarlo. Los indígenas intentan ingresar al lugar de la celebración, pero les prohíben el paso. Ante el desplante deciden esperar para reunirse con Recalde luego y pedir su paga, pero horas después la caballería empieza a dispararles, por lo que todos huyen corriendo de la masacre. Entre los muertos se encuentra Simón Mayancela.
Pablo Faicán llega a Quito y pregunta por Alfaro, pero un soldado le rebela que Alfaro ya no era presidente y que había sido sido brutalmente asesinado años atrás. Pablo se dirige a Cayambe, donde conoce a María Duchicela, una líder indígena que le dice que la única forma de vencer la opresión es uniéndose todos los indígenas y luchando por alcanzar la libertad. Pablo emprende inspirado el viaje de regreso. Al llegar a Ingapirca se encuentra con los sobrevivientes de su comunidad, quienes le dan un gran recibimiento. Pablo les cuenta lo que ha aprendido y les dice que es hora de organizarse, de unirse indígenas, revolucionarios, oprimidos y todos aquellos dispuestos a luchar y cumplir el sueño de Alfaro. Todos se levantan y juran pelear bajo el grito de: «¡Carajo! ¡Alfaro! ¡Carajo!»

## Escritura
Gallegos Lara inició la escritura de Los Guandos en 1935, pensándola como una de las partes de una gran obra que tenía en mente y que pensaba titular Cacao. Para la trama de la novela se basó en el testimonio de Nela Martínez sobre los abusos laborales que sufrían los indígenas en las provincias de Azuay y Cañar, y que ella había presenciado durante su infancia. Luego de terminar los primeros capítulos decidió enviárselos a Martínez para que los corrigiera y editara, pero nunca retomó la escritura. Cuatro décadas más tarde Martínez encontró el manuscrito y decidió continuar y publicar la obra.
Existen marcadas diferencias en la escritura de Gallegos Lara y de Nela Martínez. El estilo de Gallegos Lara está marcado por la corriente del realismo social, lo que se ve ilustrado en descripciones detalladas del ambiente, constantes diálogos que reproducen el lenguaje coloquial de los personajes y una mirada más impersonal y objetiva de los hechos. Martínez, por su lado, utiliza un estilo mucho más centrado en la psicología y subjetividad de los personajes, intentando darle una voz colectiva al pueblo indígena e intercalando en la narración numerosas referencias a casos de resistencia indígena contra la opresión a lo largo de la historia.

## Recepción
El escritor y crítico literario Miguel Donoso Pareja calificó la sección de Gallegos Lara como «de poco alcance», mientras destacó positivamente la parte escrita por Nela Martínez, aseverando que se abría a «multitud de posibilidades de lectura» y elogiando la forma en que había actualizado el texto a la realidad de la época. Afirmó además que la narración de Martínez daba al texto «una dimensión universal» y que la obra lograba unir en un todo las visiones literarias de la narrativa ecuatoriana de los 30 y de los 60.